# Six Pack (альбом ZZ Top)
Six Pack (англ. Упаковка из шести) — бокс-сет, антология американской рок-группы ZZ Top, вышедший в 1987 году.

## Об альбоме
На волне мирового успеха двух предыдущих альбомов группы Eliminator и Afterburner, менеджмент ZZ Top решил выпустить антологию более раннего творчества группы, которое возможно осталось незамеченным фанатами последних альбомов. Кроме того, ранних альбомов не существовало в CD-формате, который как раз к тому времени начал широко распространяться. На альбоме были собраны все, вышедшие до альбома Eliminator студийные альбомы группы за исключением Degüello.
Было принято решение привести звук ранних альбомов в соответствие с «модным» звуком 1980-х годов, в том стиле, в котором вышли два последних альбома. В результате, в студии в Мемфисе оригинальные записи подверглись значительной обработке. Было проведено полное ремикширование материала, затем ремастеринг. Вокальные партии были дополнительно обработаны (а по утверждениям фанатов некоторые песни и вовсе перезаписаны ), была добавлена реверберация, и что самое главное, партии барабанов были либо перезаписаны, либо чрезмерно усилены с помощью реверберации, чтобы звучать как электронные барабаны. Переработке подверглись все альбомы, за исключением El Loco (но и в отношении этого альбома есть некоторые сомнения). и концертной части Fandango!.
Те поклонники, которые слышали творчество группы ранее в основном негативно отнеслись к изменениям. Критики также не оценили нововведений. Стивен Эрлевайн сказал, что «Если бы на альбоме были просто объединены оригинальные альбомы, это было бы стоящее приобретение, но студийная халтура сделала это катастрофой» . Ещё один обозреватель назвал альбом «одной из самых больших трагедией в практике „ремастеринга“»..
Выпуск этого альбома имел далеко идущие последствия. Вплоть до 2003 года ни на одном CD не были доступны оригинальные записи, потому что всё, что перевыпускалось или входило в состав сборников, записывалось именно с этого релиза. Лишь в 2003 году отдельные песни в оригинальной записи вошли в состав сборника Chrome, Smoke & BBQ, а в 2006 года вышли оригинальные версии альбомов Tres Hombres и Fandango!. Лишь в 2013 году все альбомы в их оригинальном звучании вышли в составе 10-дискового бокс-сета The Complete Studio Albums 1970-1990.

## Список композиций
| №   | Название                               | Автор(ы)                                        | Длительность |
| --- | -------------------------------------- | ----------------------------------------------- | ------------ |
| 1.  | «Somebody Else Been Shaking Your Tree» | Билли Гиббонс                                   | 2:29         |
| 2.  | «Brown Sugar»                          | Билли Гиббонс                                   | 5:20         |
| 3.  | «Squank»                               | Билли Гиббонс, Билл Хэм, Дасти Хилл             | 2:49         |
| 4.  | «Goin' Down to Mexico»                 | Билли Гиббонс, Билл Хэм, Дасти Хилл             | 3:23         |
| 5.  | «Old Man»                              | Фрэнк Бирд, Билли Гиббонс, Билл Хэм             | 3:31         |
| 6.  | «Neighbor, Neighbor»                   | Билли Гиббонс                                   | 2:19         |
| 7.  | «Certified Blues»                      | Фрэнк Бирд, Билли Гиббонс, Билл Хэм             | 3:26         |
| 8.  | «Bedroom Thang»                        | Билли Гиббонс                                   | 3:53         |
| 9.  | «Just Got Back from Baby's»            | Билли Гиббонс, Билл Хэм                         | 4:10         |
| 10. | «Backdoor Love Affair»                 | Билли Гиббонс, Билл Хэм                         | 2:42         |
| 11. | «Francine»                             | Кенни Кордпрэй, Билли Гиббонс, Стив Перрон      | 2:53         |
| 12. | «Just Got Paid»                        | Билли Гиббонс, Билл Хэм                         | 3:48         |
| 13. | «Mushmouth Shoutin'»                   | Билли Гиббонс, Билл Хэм                         | 3:45         |
| 14. | «Ko Ko Blue»                           | Фрэнк Бирд, Билли Гиббонс, Дасти Хилл           | 4:23         |
| 15. | «Chevrolet»                            | Билли Гиббонс                                   | 3:19         |
| 16. | «Apologies to Pearly»                  | Фрэнк Бирд, Билли Гиббонс, Билл Хэм, Дасти Хилл | 2:45         |
| 17. | «Bar-B-Q»                              | Билли Гиббонс, Билл Хэм                         | 3:22         |
| 18. | «Sure Got Cold After the Rain Fell»    | Билли Гиббонс                                   | 6:47         |
| 19. | «Whiskey’n Mama»                       | Фрэнк Бирд, Билли Гиббонс, Билл Хэм, Дасти Хилл | 3:20         |
| 20. | «Down Brownie»                         | Билли Гиббонс                                   | 2:26         |

| №   | Название | Автор(ы)                                                                       | Длительность |
| --- | --- | ------------------------------------------------------------------------------ | ------------ |
| 1.  | «Waitin' for the Bus» | Билли Гиббонс, Дасти Хилл                                                      | 2:59         |
| 2.  | «Jesus Just Left Chicago» | Фрэнк Бирд, Билли Гиббонс, Дасти Хилл                                          | 3:29         |
| 3.  | «Beer Drinkers and Hell Raisers» | Фрэнк Бирд, Билли Гиббонс, Дасти Хилл                                          | 3:23         |
| 4.  | «Master of Sparks» | Билли Гиббонс                                                                  | 3:33         |
| 5.  | «Hot, Blue and Righteous» | Билли Гиббонс                                                                  | 3:14         |
| 6.  | «Move Me on Down the Line» | Билли Гиббонс, Дасти Хилл                                                      | 2:30         |
| 7.  | «Precious and Grace» | Фрэнк Бирд, Билли Гиббонс, Дасти Хилл                                          | 3:09         |
| 8.  | «La Grange» | Фрэнк Бирд, Билли Гиббонс, Дасти Хилл                                          | 3:51         |
| 9.  | «Shiek» | Билли Гиббонс, Дасти Хилл                                                      | 4:04         |
| 10. | «Have You Heard?» | Билли Гиббонс                                                                  | 3:14         |
| 11. | «Thunderbird» (Live) | Фрэнк Бирд, Билли Гиббонс, Дасти Хилл                                          | 2:49         |
| 12. | «Jailhouse Rock» (Live) | Майк Столлер                                                                   | 1:56         |
| 13. | «Backdoor Medley» (Live - "Backdoor Love Affair"* / "Mellow Down Easy"** / "Backdoor Love Affair No.2"*** / "Long Distance Boogie"****) | Билли Гиббонс, Билл Хэм / **Вилли Диксон / ***Билли Гиббонс / ****Джо Ли Хукер | 9:23         |
| 14. | «Nasty Dogs and Funky Kings» | Фрэнк Бирд, Билли Гиббонс, Дасти Хилл                                          | 2:42         |
| 15. | «Blue Jean Blues» | Фрэнк Бирд, Билли Гиббонс, Дасти Хилл                                          | 4:42         |
| 16. | «Balinese» | Фрэнк Бирд, Билли Гиббонс, Дасти Хилл                                          | 2:37         |
| 17. | «Mexican Blackbird» | Фрэнк Бирд, Билли Гиббонс, Дасти Хилл                                          | 3:06         |
| 18. | «Heard It on the X» | Фрэнк Бирд, Билли Гиббонс, Дасти Хилл                                          | 2:23         |
| 19. | «Tush» | Фрэнк Бирд, Билли Гиббонс, Дасти Хилл                                          | 2:14         |

| №   | Название                           | Автор(ы)                              | Длительность |
| --- | ---------------------------------- | ------------------------------------- | ------------ |
| 1.  | «It's Only Love»                   | Фрэнк Бирд, Билли Гиббонс, Дасти Хилл | 4:24         |
| 2.  | «Arrested for Driving While Blind» | Фрэнк Бирд, Билли Гиббонс, Дасти Хилл | 3:05         |
| 3.  | «El Diablo»                        | Фрэнк Бирд, Билли Гиббонс, Дасти Хилл | 4:20         |
| 4.  | «Snappy Kakkie»                    | Фрэнк Бирд, Билли Гиббонс, Дасти Хилл | 2:56         |
| 5.  | «Enjoy and Get It On»              | Фрэнк Бирд, Билли Гиббонс, Дасти Хилл | 3:23         |
| 6.  | «Ten Dollar Man»                   | Фрэнк Бирд, Билли Гиббонс, Дасти Хилл | 3:42         |
| 7.  | «Pan Am Highway Blues»             | Фрэнк Бирд, Билли Гиббонс, Дасти Хилл | 3:15         |
| 8.  | «Avalon Hideaway»                  | Фрэнк Бирд, Билли Гиббонс, Дасти Хилл | 3:07         |
| 9.  | «She's a Heartbreaker»             | Фрэнк Бирд, Билли Гиббонс, Дасти Хилл | 3:02         |
| 10. | «Asleep in the Desert»             | Билли Гиббонс                         | 3:24         |
| 11. | «Tube Snake Boogie»                | Фрэнк Бирд, Билли Гиббонс, Дасти Хилл | 3:02         |
| 12. | «I Wanna Drive You Home»           | Фрэнк Бирд, Билли Гиббонс, Дасти Хилл | 4:44         |
| 13. | «Ten Foot Pole»                    | Фрэнк Бирд, Билли Гиббонс, Дасти Хилл | 4:19         |
| 14. | «Leila»                            | Фрэнк Бирд, Билли Гиббонс, Дасти Хилл | 3:13         |
| 15. | «Don't Tease Me»                   | Фрэнк Бирд, Билли Гиббонс, Дасти Хилл | 4:19         |
| 16. | «It's So Hard»                     | Фрэнк Бирд, Билли Гиббонс, Дасти Хилл | 5:12         |
| 17. | «Pearl Necklace»                   | Фрэнк Бирд, Билли Гиббонс, Дасти Хилл | 4:01         |
| 18. | «Groovy Little Hippie Pad»         | Фрэнк Бирд, Билли Гиббонс, Дасти Хилл | 2:40         |
| 19. | «Heaven, Hell or Houston»          | Фрэнк Бирд, Билли Гиббонс, Дасти Хилл | 2:31         |
| 20. | «Party on the Patio»               | Фрэнк Бирд, Билли Гиббонс, Дасти Хилл | 2:48         |

## Состав
- Билли Гиббонс — вокал, гитара
- Дасти Хилл — бас-гитара, вокал
- Фрэнк Бирд — ударные